# Valaská Dubová
Valaská Dubová é um município da Eslováquia, situado no distrito de Ružomberok, na região de Žilina. Tem 12,79 km² de área e sua população em 2018 foi estimada em 786 habitantes.

## Demografia
| Ano:        | 1994 | 2004   | 2014   | 2024   |
| ----------- | ---- | ------ | ------ | ------ |
| Broj ljudi: | 775  | 773    | 788    | 775    |
| Razlika:    |      | -0,25% | +1,94% | -1,64% |

| Ano:               | 2023 | 2024   |
| ------------------ | ---- | ------ |
| Número de pessoas: | 781  | 775    |
| Diferença:         |      | -0,76% |